# Кременец
Кременец (укр. Кременець) — город в Тернопольской области Украины. Административный центр Кременецкого района и Кременецкой городской общины. До 2020 года был городом областного подчинения, составлявшим Кременецкий городской совет. Расстояние до Тернополя — 60 км.

## Географическое положение
Город Кременец находится в северной части Тернопольской области на берегу небольшой реки Ирва, которая через 2,5 км впадает в реку Иква.
На расстоянии до 2-3 км от города расположены сёла Великие Млыновцы, Белокриница, Зеблозы, Боновка и Желобы.

## История
Археологические источники свидетельствуют о том, что первые укрепления на Замковой горе, где стоял Кременецкий детинец, возникли ещё в X веке. Первое летописное упоминание о Кременце датируется 1226 годом. Ипатьевская летопись сообщает о Кременце как о городе Галицко-Волынского княжества, который не удалось взять венгерскому королю Андрею ІІ после взятия Теребовля и Тихомля.
Зимой 1240—1241 годов к городу подошёл хан Батый с большой монгольской ордой, но не смог захватить город. Позже, в 1254 году под Кременцом войска Даниила Галицкого разбили татарские соединения хана Куремсы. Через 5 лет, в 1259 году родному брату Даниила — князю Васильку пришлось уничтожить крепость в Кременце по условиям договора с тёмником Бурундаем. Укрепления были восстановлены лишь во времена правления Мстислава Даниловича в конце XIII века.
В 1336 году Кременец вошёл в состав Великого княжества Литовского. Магдебургское право получено в 1438 году. При литовских князьях на месте древнерусского детинца был построен Кременецкий замок. Король польский и великий князь литовский Сигизмунд I Старый передал 4 апреля 1536 года Кременецкий замок с прилегающими селами своей жене Боне Сфорца, которая владела им в 1536—1556 годах и в честь которой, по одной из версий, названа замковая гора. Бона существенно укрепила замок, имевший в то время три башни и довольно высокие стены с пушками. Внутри замка размещались казармы для гарнизона, различные хозяйственные объекты, пороховницы.
В 1533 году в городе работал над изданием Библии первопечатник Франциск Скорина.
После Люблинской унии 1569 года — в составе коронных земель Речи Посполитой.
В начале XVII века в городе был построен Богоявленский монастырь, при котором митрополит Петр Могила основал в 1636 год братскую школу.
Осенью 1648 года казацкий полковник Максим Кривонос подошёл с войском и осадил Кременецкий замок. В октябре, после шестинедельной осады и продолжительных боев он был взят, польский гарнизон попал в плен, а замок полностью разрушен. Город утратил своё оборонительное значение, а крепость уже не восстанавливалась. На сегодняшний день от замка сохранились руины надвратной башни с готическим арочным проездом, остатки стен и «Башня над новым домом».
По Андрусовскому перемирию 1667 года Кременец был возвращен Польше.
В 1793 году вошёл в состав Российской империи и в 1797 году стал уездным городом Кременецкого уезда Волынской губернии.
В 1805 году в Кременце была открыта гимназия, в 1819 году преобразованная в Волынский лицей.
По данным переписи 1897 года в городе жили 17 704 человек, из них 8 322 (47,01 %) указали украинский (в переписи — «малорусский») язык родным, идиш («еврейский») — 6 476 (36,58 %), русский («великорусский») — 1 863 (10,52 %), польский — 691 (3,90 %), татарский — 177 (1,00 %), другие языки — 175 (0,99 %).
После окончания советско-польской войны остался в составе Волынского воеводства Польши, в сентябре 1939 года вошёл в состав СССР. Также, в сентябре 1939 года здесь началось издание местной газеты.
День города отмечается 20 мая.
22 июля 1941 года Кременец был оккупирован наступавшими немецкими войсками
В 1942 г. в Кременце было организовано еврейское гетто.
10 августа 1942 г. в гетто вспыхнуло восстание, подавленное 12 августа.
18—19 августа 1942 г. все жители гетто (около 8,000 человек) были расстреляны недалеко от железнодорожной станции.
В ночь с 19 на 20 февраля 1943 на город напал отряд УПА под предводительством Ивана Климишина, националисты совершили налёт на местную тюрьму освободили всех заключенных и без потерь покинули город.
В ночь с 21 на 22 марта дезертировала вся украинская вспомогательная полиция в Кременце. Беглецы забрали со складов оружие и боеприпасы и скрылись в лесу. Часть милиционеров разошлась по домам, остальные присоединились к мельниковскому отряду «Хрена» (Николая Недзведского) и бандеровскому отделу «Крука» (Ивана Климишина).
18 марта 1944 года освобождён войсками 1-го Украинского фронта в ходе Проскуровско-Черновицкой операции:
- 13-й армии в составе: 24-го ск (генерал-лейтенант (генерал-лейтенант Кирюхин, Николай Иванович) в составе: 287-й сд (генерал-майор Панкратов, Иосиф Николаевич), 107-й сд (генерал-майор Бежко, Пётр Максимович), 350-й сд (генерал-майор Вехин, Григорий Иванович); 150-й тбр (полковник Пушкарёв, Сергей Филиппович).

Войскам, участвовавшим в освобождении г. Кременец, приказом Верховного Главнокомандующего И. В. Сталина от 19 марта 1944 года объявлена благодарность и в столице СССР г. Москве дан салют 12-ю артиллерийскими залпами из 124 орудий.
Приказом Верховного Главнокомандующего И. В. Сталина от 23.03.1944 года № 068 в ознаменование одержанной победы соединения и части, отличившиеся в боях за освобождение города Кременец, получили наименование «Кременецких»:,
- 107-я стрелковая дивизия (генерал-майор Бежко, Пётр Максимович)
- 1645-й армейский истребительный противотанковый артиллерийский полк (майор Морозов Григорий Тарасович)
- 802-й зенитный артиллерийский полк (майор Росляков, Иван Сергеевич)
- 35-й отдельный штурмовой инженерно-сапёрный батальон (майор Плотников, Василий Николаевич)
- 525-й штурмовой авиационный полк (подполковник Ефремов, Михаил Иванович)
- 728-й истребительный авиационный полк (подполковник Василяка, Владимир Степанович).[15]

В ходе боевых действий и немецкой оккупации город значительно пострадал и был практически полностью разрушен, но после окончания войны — полностью восстановлен.
В 1972 году численность населения составляла 20,3 тыс. человек, здесь действовали сахарный завод, табачно-ферментационный завод, пивоваренный завод, мебельный цех, ватная фабрика, а также производство стройматериалов. Имелись лесотехническое училище, с.-х. техникум, медицинское училище, педагогическое училище и краеведческий музей.
В 1981 году здесь действовали сахарный завод, маслосыродельный завод, хлебный завод, соко-винный завод, табачно-ферментационный завод, завод стройматериалов, ватная фабрика, фабрика ватина, фабрика хозтоваров, мебельная фабрика, комбинат хлебопродуктов, комбинат бытового обслуживания, межколхозная строительная организация, лесной техникум, медицинское училище, педагогическое училище, ПТУ, девять общеобразовательных школ, музыкальная школа, автошкола, три больницы и три иных лечебных учреждения, детский санаторий, Дом культуры, 4 библиотеки, 4 кинотеатра, 4 клуба и краеведческий музей.
В январе 1989 года численность населения составляла 24 570 человек, в это время здесь действовали сахарный завод, табачно-ферментационный завод, мебельная фабрика, маслосыродельный завод, Дом-музей Ю. Словацкого и краеведческий музей.
В марте 2000 года было возбуждено дело о банкротстве мебельной фабрики.

## Население
По состоянию на 1 января 2013 года численность населения составляла 21 729 человек. В 2024 году в городе проживало около 20 тысяч человек.
По данным переписи 2001 года украинцы составляли 96,45 % населения города, русские — 2,50 %.

### Языковой состав
Родной язык населения по данным переписи 1897 года:
| Язык                       | Численность, чел. | Доля     |
| -------------------------- | ----------------- | -------- |
| Украинский («малорусский») | 8 322             | 47,01 %  |
| Идиш («еврейский»)         | 6 476             | 36,58 %  |
| Русский («великорусский»)  | 1 863             | 10,52 %  |
| Польский                   | 691               | 3,90 %   |
| Татарский                  | 177               | 1,00 %   |
| Другие                     | 175               | 0,99 %   |
| Итого                      | 17 704            | 100,00 % |

Родной язык населения по данным переписи 2001 года:
| Язык       | Численность, чел. | Доля     |
| ---------- | ----------------- | -------- |
| Украинский | 21 351            | 97,58 %  |
| Русский    | 465               | 2,13 %   |
| Другое     | 64                | 0,29 %   |
| Итого      | 21 880            | 100,00 % |

Украинский язык является основным и единственным официальным языком города.

## Достопримечательности
В Кременце сохранилось более 50 историко-культурных памятников. Руины замка, ансамбли монастыря и коллегиума, Богоявленский и Николаевский соборы, жилые здания. Кременецко-Почаевский историко-архитектурный заповедник (в его составе объекты центральной части города, комплекс Почаевской лавры, замок в селе Белокриница). Дом-музей Юлиуша Словацкого, уроженца Кременца, памятник поэту. Краеведческий музей.
|                                 |                                                       |                         |                           |                                     |
| Богоявленский женский монастырь | Бывшее францисканское аббатство и замок на холме Бона | Богоявленский монастырь | Костел Святого Станислава | Церковь Воздвижения Честного Креста |

|                      |                   |                             |          |                         |
| Храм Святого Николая | Кременецкий замок | Бывший иезуитский коллегиум | Панорама | Музей Юлиуша Словацкого |

На склоне горы Куличивка, на правом берегу реки Иква находится позднепалеолитический археологический памятник Куличивка.

## Экономика
В городе имеются маслосыродельный завод и мебельная фабрика.

## Транспорт
Кременец располагает железнодорожной станцией Кременец на линии Здолбунов — Львов.
Кременец является узлом автомобильных дорог, через город проходят автодороги М-19 (E 85), Р-26 и Р-32.